# Prihod domov
Prihod domov (angleško Coming Home) je kratki film režiserke Rahele Jagrič. Je prvi slovenski 3D film. Nastal je leta 2009 kot režiserkino zaključno delo podiplomskega študija filmske in televizijske režije na Univerzi v Bournemouthu, Anglija. Pri snemanju so sodelovali angleški igralci, ki so bili izbrani na posebni avdiciji, in tudi celoten film je bil posnet na angleških tleh. Premierno je bil predvajan 28. in 29. novembra 2009 na Institutu "Jožef Stefan" v Ljubljani. Rahela Jagrič je za film prejela posebno plaketo Občine Krško, ki so ji jo podelili na občinskem prazniku leta 2010.

## Vsebina
Lena se preseli iz Londona, pri čemer mora vse, kar ji je bilo všeč, pustiti za seboj – vrvež londonskih ulic in igranje s prijatelji. Njeno novo okolje je sedaj podeželje z idilično hišico in obsežnimi žitnimi polji. Edino družbo ji predstavljata starša in pa nadležen kmečki fant – oziroma, vsaj mislila je tako. Ko Lena začne raziskovati novo okolico, se ji odstre čarobna lepota. Ko odpre oči in začne poslušati s srcem, spozna, da je vse okoli nje resnično živo.